# ناحیه مرکز نورد
ناحیه مرکز نورد (به لاتین: Centre-Nord Region) یک منطقهٔ مسکونی در بورکینافاسو است که در بورکینافاسو واقع شده‌است. ناحیه مرکز نورد ۱۹٬۸۲۹ کیلومتر مربع مساحت و ۱٬۸۷۲٬۱۲۶ نفر جمعیت دارد.